# Jascha Golowanjuk
Jakov-Simcha (Jascha) Romanovitj Golowanjuk, född 20 februari 1905 i Odessa i Kejsardömet Ryssland (nuvarande Ukraina), men uppgav själv att han kom från Samarkand i Uzbekistan, död 25 april 1974 i Stockholm, var en svensk författare, violinist och skådespelare.

## Biografi
Jascha Golowanjuk föddes i en fattig judisk familj. Han var son till hantverkaren Ruwin Golowanjuk och Sonja, född Glückfraind. Som 9-åring antogs han till Kejserliga Musikaliska Akademien i Saratov, där han studerade violin. Golowanjuk lämnade som 14-åring Ryssland tillsammans med sin adoptivfar Georg von Lütken 1919 och kom till Köpenhamn i Danmark, där han som dansk medborgare inledde studier vid Det Kongelige Danske Musikkonservatorium. Han kom även att bedriva violinstudier i Wien 1920–1921.
År 1929 flyttade han till Sverige, men blev svensk medborgare först 1944. Som vän till Karl Gerhard och Albert Engström kom han in på teaterns bana, och medverkade under sina första år i Sverige i Kar de Mummas revyer, samt i egna konserter på bland annat Blancheteatern. Golowanjuk vistades ofta i Finland, där han kunde slippa antisemitism och homofobi.
År 1937 utkom hans debutroman, tillika mest kända bok, Min gyllene väg från Samarkand. Sedan gav han i stort sett årligen ut nya böcker och blev snabbt en av svenska biblioteks mest utlånade författare.

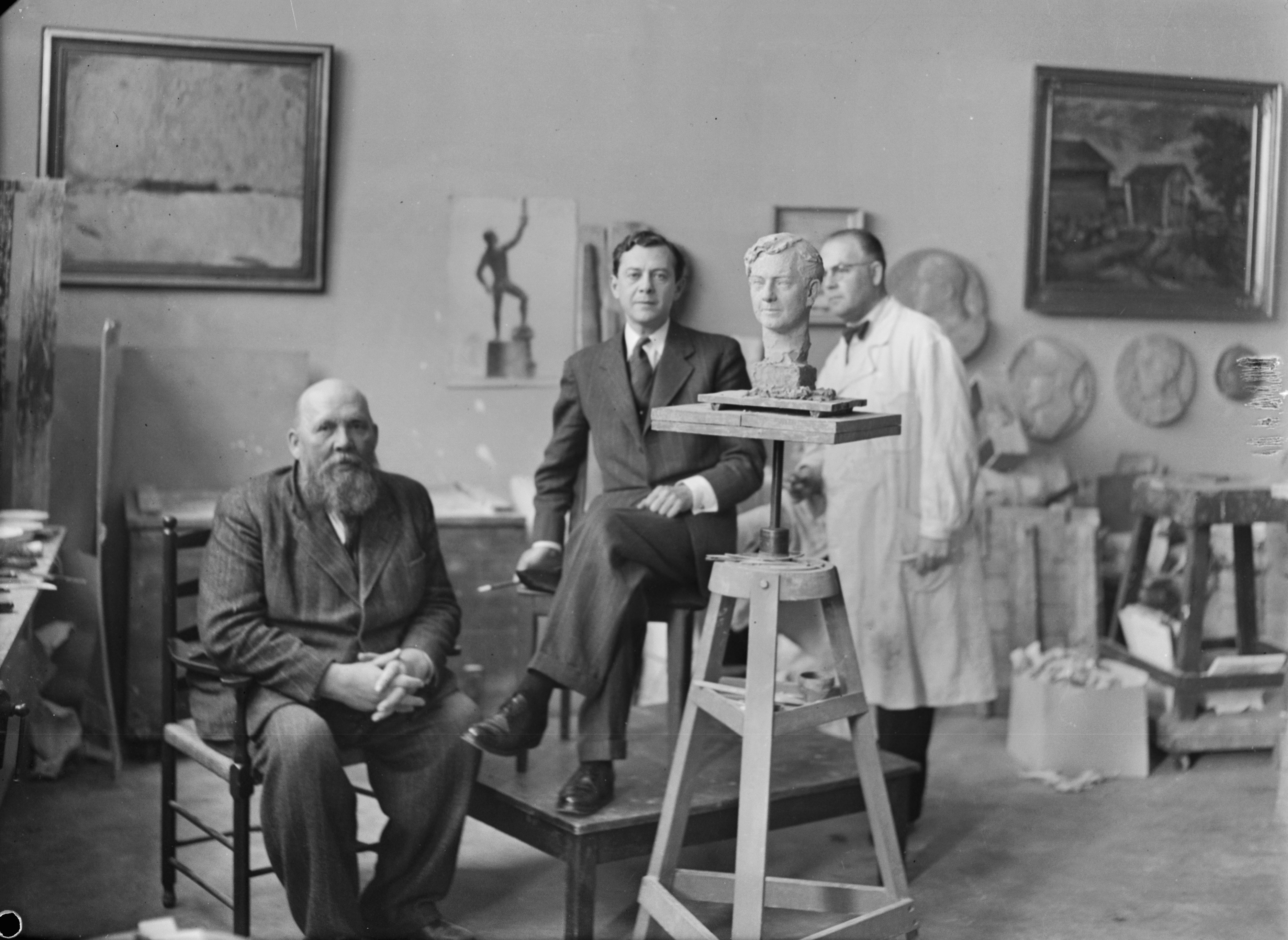
Jascha Golowanjuk i Helsingfors år 1946 med skulptören Lauri Leppänen och författaren F. E. Sillanpää (t.v.).

Hans roman Vägen till stjärnorna (1959) beskrevs som originell och ”sannerligen inte trivial eller konventionell”. Huvudpersonen Ulla beskrivs som ”en typisk golowanjuksk bisarr uppenbarelse” och en ”tämligen homosexuellt inriktad varelse”. Hennes karriär innehåller mer fantasterier än i de flesta skådespelaröden, men ändå får författaren alltsammans att leva med eget liv, och får bipersoner att bli fängslande och huvudsakliga.
Hans roman Stäppens fria fågel (1960) beskrivs som ”en mycket tjusande liten äventyrsberättelse” där författaren ännu en gång visar att ”han är en skarpögd och psykologiskt skicklig berättare när det gäller orientalisk mentalitet”.

## Teaterroller (urval)
| År   | Roll        | Produktion                          | Regi               | Teater         |
| ---- | ----------- | ----------------------------------- | ------------------ | -------------- |
| 1936 | Medverkande | Hm, sade greven…, revy Kar de Mumma | Harry Roeck Hansen | Blancheteatern |